# Dmitry Aliseiko
Dzmitry Aliseika (tiếng Belarus: Дзмітрый Алісейка; tiếng Nga: Дмитрий Алисейко; sinh 28 tháng 8 năm 1992) là một cầu thủ bóng đá Belarus. Tính đến năm 2018, anh thi đấu cho Isloch Minsk Raion.

## Sự nghiệp
Sinh ra ở Babruysk, Aliseiko bắt đầu chơi bóng ở hệ thống trẻ của FC Dinamo Minsk. Anh ra mắt tại Giải bóng đá ngoại hạng Belarus cùng với FC Torpedo-BelAZ Zhodino năm 2012, trước khi chuyển đến FC Neman Grodno for the 2013 season.

## Danh hiệu
Dinamo Brest
- Vô địch Cúp bóng đá Belarus: 2016–17